# Nienhöfen

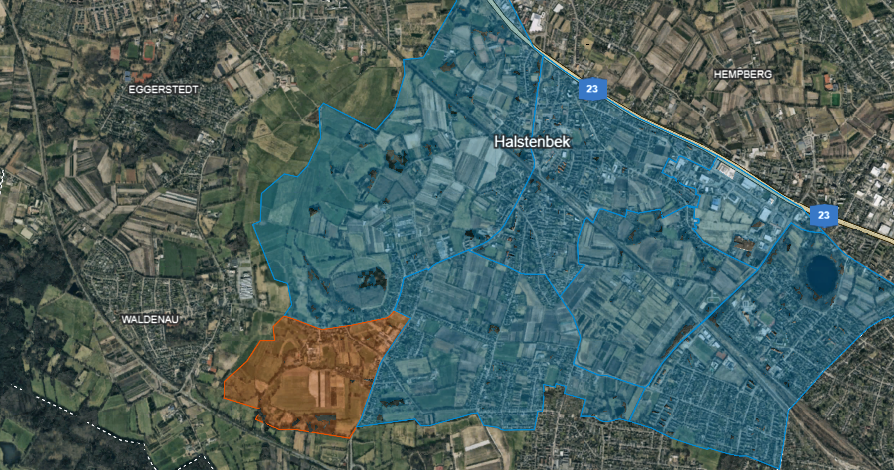
Nienhöfen (in Orange) im Vergleich zu den anderen Halstenbeker Ortsteilen (in Blau)

Nienhöfen ist einer von sieben Ortsteilen der Gemeinde Halstenbek in Schleswig-Holstein. Er besteht aus der ehemaligen Gemeinde Nienhöfen sowie dem Brander Hof und weiteren Teilen der ehemaligen Gemeinde Brande, die inzwischen ebenfalls ein Ortsteil von Halstenbek ist. Im Zentrum der Siedlung liegt heute ein Reiterhof. Der Ort liegt in unmittelbarer Nähe zu mehreren Siedlungszentren wie Halstenbek, Schenefeld und Teilen von Pinneberg.

## Geographische Lage
Nienhöfen grenzt im Osten an den Halstenbeker Ortsteil Brande, im Norden an Halstenbek-Dorf und im Westen an den Pinneberger Ortsteil Waldenau-Datum. Südöstlich von Nienhöfen befindet sich das Gebiet des ehemals eigenständigen Friedrichshulde, das heute zu Schenefeld gehört. Der Ortsteil liegt größtenteils am östlichen Düpenauhang und ist von landwirtschaftlichen Flächen sowie Moor- und Feuchtgebieten geprägt.

## Etymologie
Der Name Nienhöfen setzt sich aus zwei Teilen zusammen. Die erste Silbe „Nien-“ leitet sich vom mittelniederdeutschen „nieuw“ oder „nien“ ab, was „neu“ bedeutet. Die Endung „-höfen“ stammt aus dem mittelniederdeutschen „hove“ bzw. „hof“ und bezeichnet einen Hof, ein Gehöft oder eine Gruppe von Höfen. Der Name lässt sich somit als Neue Höfe deuten, was darauf hinweist, dass es sich um eine spätere Erweiterung der damaligen Gemeinde Brande verbunden mit einer Neugründung eines landwirtschaftlichen Siedlungsgebiets handelte.

## Geschichte

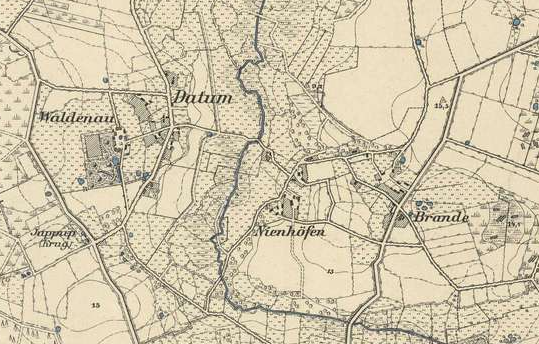
Die Karte von 1877 zeigt die Ortschaften Waldenau-Datum, sowie Brande und Nienhöfen

Anhand der Etymologie des Ortsnamens lässt sich vermuten, dass Nienhöfen jünger als die Nachbarorte Brande und Datum ist. Wann Nienhöfen ursprünglich entstand, ist ungewiss, jedoch taucht das Dorf erstmals Mitte des 17. Jahrhunderts auf Landkarten auf. Das Dorf blieb landwirtschaftlich und profitierte vom Ackerbau und der Baumschulindustrie. Die Eingemeindung in das deutlich größere Halstenbek erfolgte im Jahr 1893, in dem mehrere Gebietsreformen in der Region durchgeführt wurden. Aus verschiedenen Adressbüchern geht hervor, dass die Einwohnerzahl konstant niedrig blieb und bis 1903 nur auf 11 und bis 1915 gerade mal auf 16 anstieg. Auf die ehemalige Gemeinde weist heute nur noch der Name des Ortsteils und die Straße „Nienhöfen“, die schon von Gründung an die Siedlung durchzog, hin.

## Infrastruktur
Obwohl Nienhöfen von eher städtischen Gemeindeteilen umgeben ist, hat der Ortsteil seinen ländlichen Charakter bewahrt. Der historische Ortskern ist weitgehend erhalten und besteht aus Reithallen, Wohnhäusern und landwirtschaftlich genutzten Flächen. Zudem wird Nienhöfen vom europäischen Fernwanderweg E1 durchquert und grenzt unmittelbar an den Erholungswald Halstenbek.
Die Anbindung an den öffentlichen Nahverkehr ist begrenzt. Zwei Buslinien bedienen zwei Haltestellen im Ort, während der Bahnhof Halstenbek mit dem Bus oder Auto in kurzer Zeit erreichbar ist. Südlich von Nienhöfen verläuft die Landesstraße 103 (LSE), die eine Verbindung nach Schenefeld schafft.